# Solymosi Bálint
Solymosi Bálint (Kunszentmárton, 1959. július 19.) József Attila-díjas (2009) magyar költő, író.

## Életpályája
1977-ben építőipari szakközépiskolát végzett Szegeden. Nyomdászként és újságíróként dolgozott 1977–1989 között. 1989 óta szabadfoglalkozású. Képzőművészeti tanulmányokat folytatott. 1988–1989-ben a Szegedi Egyetem című lap irodalmi szerkesztője volt. 1989-ben Budapestre költözött.

## Művei
- A műnéger (vers, 1992)
- Ágak egy hamisciprusról (novella, 1995)
- Detonáta. Elbeszélések, kisprózák; Orpheusz, Bp., 2000
- Életjáradék. Prózatételek; Kalligram, Pozsony, 2007
- Tiszta sor; Scolar, Bp., 2009 (Scolar versek)
- Vakrepülés. Gerillaregény; Kalligram, Bp., 2019

## Filmjei
- Az alkimista és a szűz (1999) (színész)
- Kivégzés (2005) (forgatókönyvíró)
- Projekció (2006) (forgatókönyvíró)

## Díjai
- Móricz Zsigmond-ösztöndíj (1987)
- Soros-ösztöndíj (1995)
- NKA-ösztöndíj (1996)
- Artisjus-díj (irodalmi) (2001)
- József Attila-díj (2009)
- NKA alkotói ösztöndíj (2012)
- Déry Tibor-díj (2021)[1]
- Baumgarten-díj (2025)[2]